# Frank Ludwig Weichman
Frank Ludwig Weichman (geboren 23. September 1930 in Liegnitz als Frank Ludwig Aron; gestorben 10. November 2016 in Edmonton) war ein deutsch-kanadischer Physiker auf dem Gebiet der Kondensierten Materie.

## Leben
Weichman kam als Sohn des jüdischen Ehepaares Bernhard und Margot Aron-Gutentag, geborene Weichmann, zur Welt. Seine Kindheit verbrachte er zunächst in Berlin und nach der Emigration 1933 oder 1934 seiner Eltern in Amsterdam. Seine Mutter wurde Ende 1942 nach der Flucht vor den Nationalsozialisten in den besetzten Niederlanden verhaftet, deportiert und im KZ Auschwitz ermordet. Weichman überlebte, weil ein Schuhmacherehepaar in Amsterdam und anschließend ein betagtes Ehepaar in Baarn ihn versteckten. Die erste Zeit nach Ende des Zweiten Weltkriegs verbrachte er in den Niederlanden in einem Heim für elternlose Kinder, dem Berg-Stichting-Heim in Laren. 1946 betrieben sein Onkel Herbert Weichmann und dessen Frau Elsbeth seine Adoption und holten ihn nach New York. Er begann 1948 ein Studium der Physik am Brooklyn College.
Im März 1949 kehrte Frank Ludwig Weichmann mit seiner Adoptivmutter nach Deutschland zurück, wo Herbert Weichmann Anfang 1949 das Amt des Präsidenten des Hamburger Rechnungshofes angenommen hatte.
1950 ging Frank Ludwig Weichmann zurück in die Vereinigten Staaten, setzte sein Physikstudium fort und wurde an der Northwestern University promoviert. 1958 übersiedelte er nach Edmonton (Kanada), wo er als Professor für Kondensierte Materie an der University of Alberta lehrte. 1960 übernahm er Aufgaben in einem von den beiden Professoren Lynn Trainor und Joe Lipson initiierten Einführungsprogramm für Studenten und Lehrer. Später blieb er im Bereich der Vermittlung physikalischer Grundlagen an weiterführenden Schulen tätig und entwickelte gemeinsam mit Brian Martin vom King’s Centre for Visualization in Science am King’s University College Online-Lehrmaterialen für den Physikunterricht an Schulen und Universitäten. Nach seiner Emeritierung Mitte der 1990er Jahre war er Gründungsmitglied der gemeinnützigen Gesellschaft iHuman Youth Society.
Seine Lebenserinnerungen veröffentlichte er 2011.

## Auszeichnungen
- Sage Award der Seniors Association of Greater Edmonton (2012)

## Gedenken
Für Frank Ludwig Weichmann und seine Eltern wurden in Amsterdam Stolpersteine verlegt.

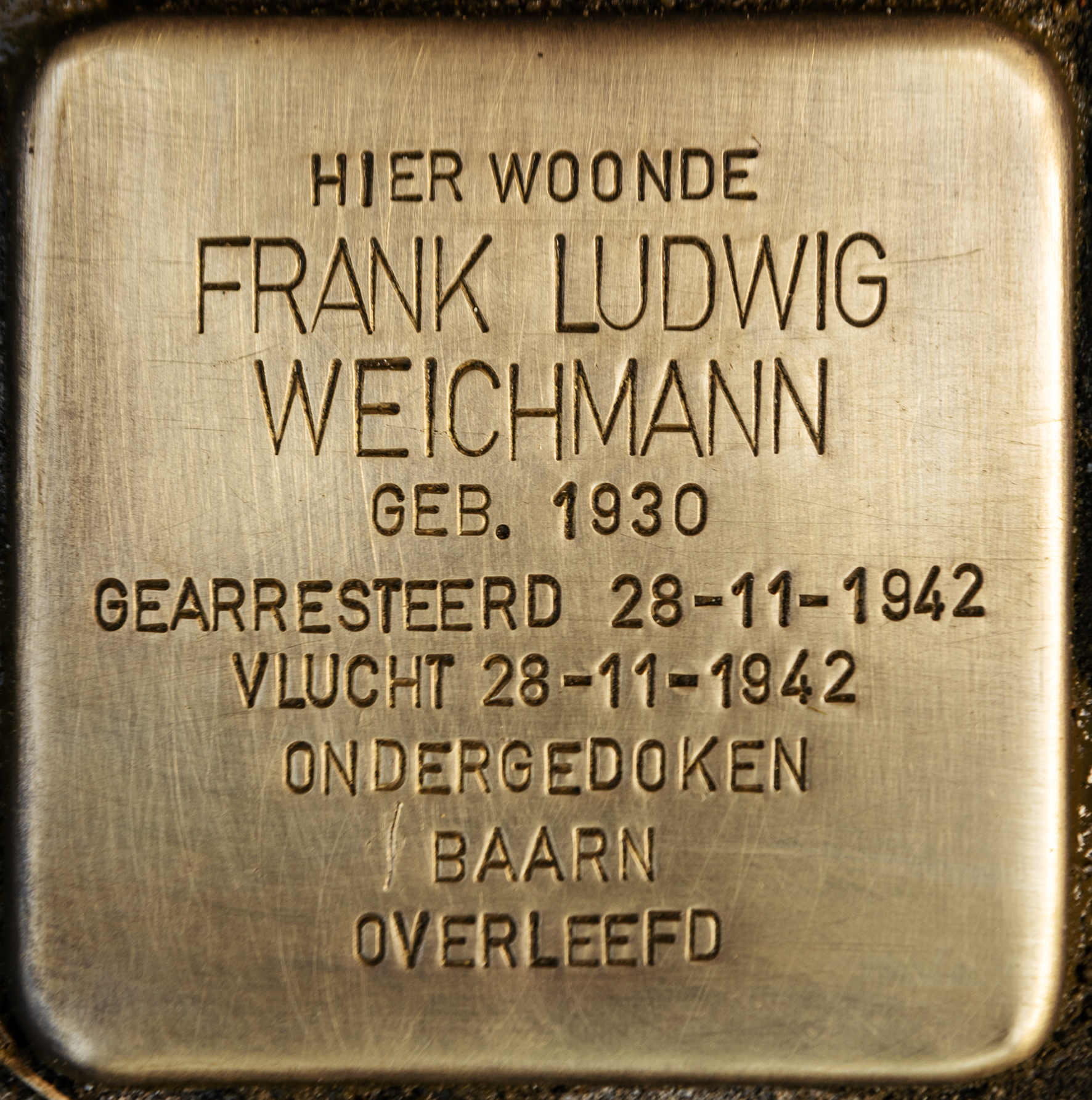
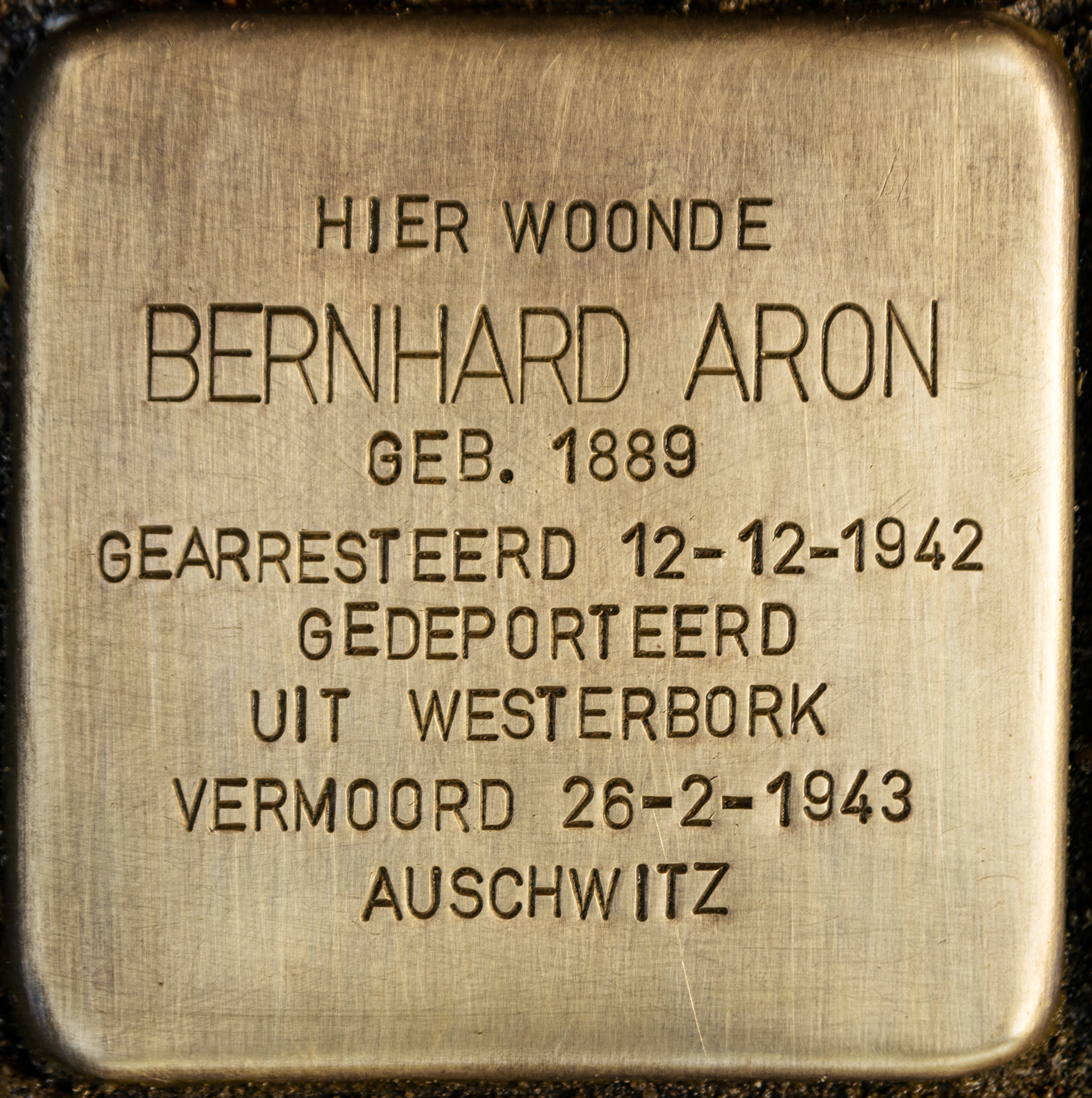
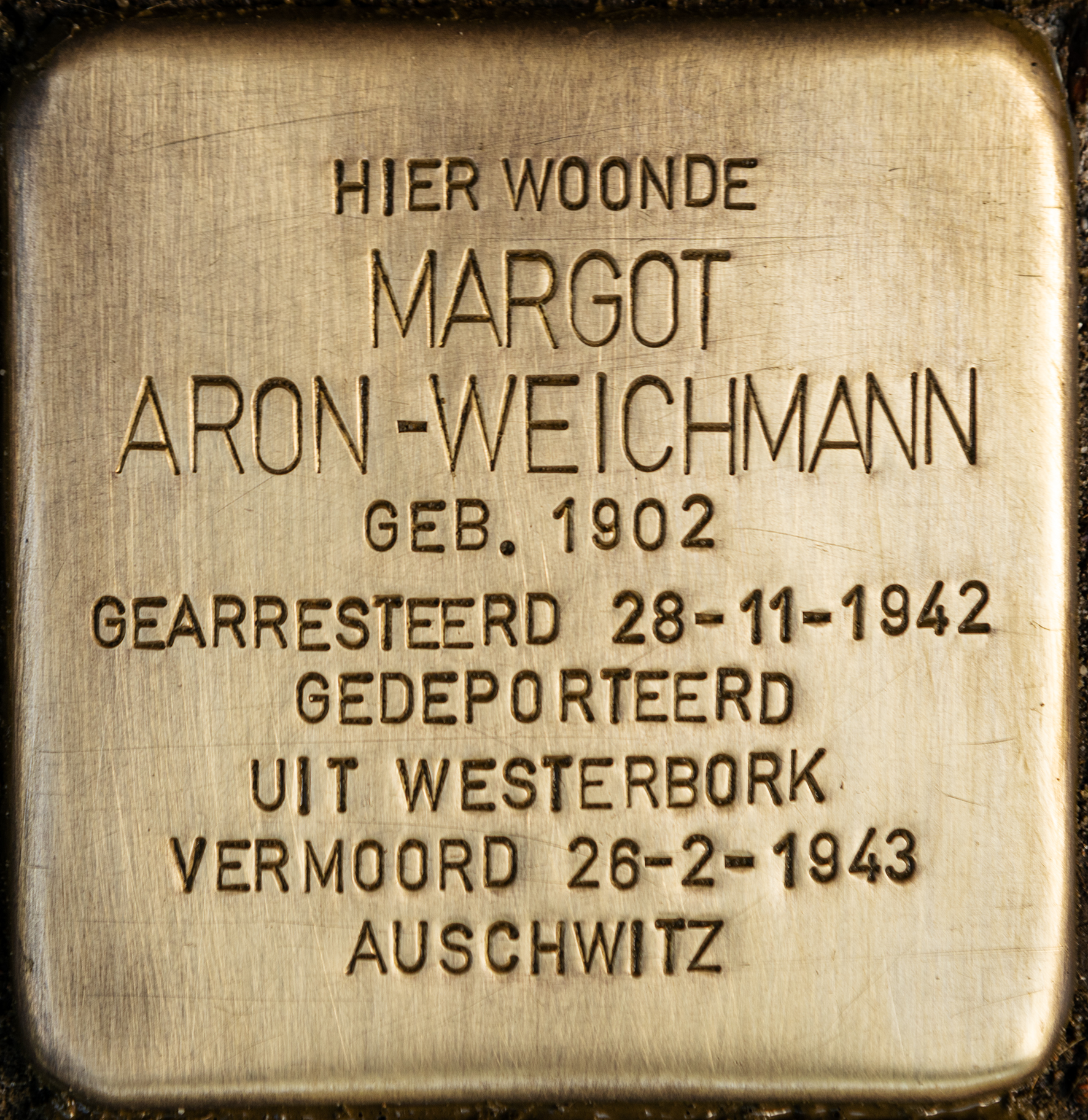

## Schriften
- Real-life problems for introductory general physics, University of Alberta, Department of Physics
- Überlebenswege : Erinnerungen. Hamburg : Herbert-und-Elsbeth-Weichmann-Stiftung, 2011